# Ilybius similis
Ilybius similis (лат.) — вид жесткокрылых семейства плавунцов.

## Описание
Жук длиной 10-12 миллиметров. Верхняя часть окрашена в чисто чёрный цвет. Передние углы переднеспинки, её широкий боковой край, а также  надкрылья по краям обычно рыжие. Ноги от рыжеватые.

## Экология
Живут в стоячих водоёмах.

## Распространение
Встречается в Европе. Найден в Скандинавии, Прибалтике, Великобритании, Франции, Германии, Украине и Белоруссии.